# Правни факултет Универзитета Црне Горе
Правни факултет Универзитета Црне Горе је основан 27. октобра 1972. године као наставно-научна и образовна установа у којој се организује и развија образовни и научно-истраживачки рад у области правних и њима сродних друштвених наука. У скупштини Социјалистичке Републике Црне Горе, приликом доношења Закона о оснивању Правног факултета, истакнуто је да се „оснивање ове високошколске Установе намеће као неопходно са становиштва укупних друштвених потреба Републике”. Правни факултет је један од утемељивача Универзитета Црне Горе.

## Историјат
У свом тридесетједногодишњем постојању, Факултет је израстао у модерну, савремену, образовну научно-истраживачку јединицу. На њему се школовало 27 генерација. Уписало се око 17.000 студената. Дипломирало је 4285 њих. Око 15% студената било је ван Црне Горе. Дио најбољих студената стручно усавршавање, кроз послиједипломске студије и докторате, настављало је у другим и свијету познатим универзитетским центрима. Већина бивших студената животно је везана за Црну Гору. На Факултету је радило 88 наставника и сарадника, од чега је 26 било гостојућих. Сада углавном наставу изводе и гро кадра представљају бивши студенти факултета.
Факултет организује основне и послиједипломске студије. Постоје законске и кадровске могућности за организовање специјалистичких и докторских студија у свим областима права.
Као универзитеска јединица, у оквиру Универзитета Правни факултет реализује знатан дио својих програмских циљева и задатака и рјешава многа важна питања организационо-кадровске, техничке и материјалне природе. Посредством Универзитета, факултет у великој мјери развија мрежу своје међународне сарадње.
Факултет прати свјетске трендове и достигнућа у области високог школства с циљем да сопствену дјелатност усклади са европским и свјетским захтјевима. Са овом школском годином, чине се први кораци реализације Болоњске декларације. Својим кадром Факултет опслужује комплетан наставно-образовни процес.
Настао као израз потреба достигнутог нивоа у друштвено-економском, политичком, културном и социјалном развоју Црне Горе, факултет је током цијелог цвог постојања дијелио судбину црногорског друштва. Чиниће то и убудуће правећи. наравно искораке у нову праксу и односе примјеном модерних трендова развијене Европе. Факултет има своју јединицу и у општини Бијело Поље у којој се организују основне студије.
Факултет је сада постао сложена организација и упарављачка структура.

## Састав
На факултету у Подгорици се организује настава на
- Основним студијама
- Специјалистичким студијама

Специјалистичке студије садрже сљедеће смјерове:
1. Правосудни смјер
2. Међународно-правни смјер
3. Уставно правно политички смјер
4. Историјско правни смјер
5. Кривично правни смјер
6. Грађанско правни смјер

- Једногодишње и двогоришње магистарске студије

1. Грађански смјер
2. Кривичми смјер
3. Пословни смјер
4. Међународни смјер

- Докторске студије

У свим областима правних наука.

## Институти
Правни факултет је основао четири института:
- Институт за упоредно право
- Институт за јавну управу, правосуђе и локалну самоуправу
- Центар за људска права
- Центар за међународне студије Универзитета Црне Горе,
- Медитеранску школу европског права.

## Катедре
Постоје сљедеће катедре:
- Катедра за историјско-правне науке
- Катедра за кривично-правне послове
- Катедра за грађанско-правне науке
- Катедра за међународно-правне науке
- Катедра за друштвено-економске науке
- Катедра за привредно-правне науке
- Катедра за правно-политичке науке
- Катедра за социолошке науке